# 若井敏明
若井 敏明（わかい としあき、1958年 - ）は、日本史学者。

## 来歴
奈良県生まれ。1981年大阪大学文学部国史学科卒業。1987年関西大学大学院博士後期課程単位修得。1998年「古代国家と僧尼」で文学博士。関西大学・佛教大学等非常勤講師を務める。
2010年に著書「邪馬台国の滅亡　大和王権の征服戦争」を発表。魏志倭人伝および記紀の比較検証から、連合国家邪馬台国は４世紀半ばまで近畿纏向ではなく九州北部に存在し、ヤマト王権の仲哀天皇・神功皇后の九州征伐によって西暦367年に滅亡したとの学説を公表した。

## 著書
- 『平泉澄 み国のために我つくさなむ』ミネルヴァ書房 ミネルヴァ日本評伝選 2006 ISBN 4-623-04607-9
- 『邪馬台国の滅亡 大和王権の征服戦争』若井俊明著　発行所吉川弘文館  2010 ISBN 978-4-642-05694-6
- 『仁徳天皇 煙立つ民のかまどは賑ひにけり』ミネルヴァ書房 ミネルヴァ日本評伝選 2015 ISBN 978-4-623-07419-8
- 『「神話」から読み直す古代天皇史』洋泉社 歴史新書y 2017 ISBN 978-4-8003-1160-3
- 『謎の九州王権』祥伝社 祥伝社新書 2021 ISBN 978-4-396-11624-8

## 論文
- ＜若井敏明